# Bartolomeu Varela
Bartolomeu Varela (Dunkerque, 6 luglio 1973) è un arbitro di calcio francese.

## Carriera
Il 14 agosto 2009 dirige il primo incontro da professionista, arbitrando la gara di Ligue 2 tra Châteauroux e Sedan. A partire dalla stagione 2010-2011 diventa arbitro della Ligue 1, debuttando il 14 agosto 2010 nella partita tra Arles e Lens.